# لودولف فان کویلن
لودولف فان کویلن (هلندی: Ludolph van Ceulen; ۲۸ ژانویهٔ ۱۵۴۰ – ۳۱ دسامبر ۱۶۱۰) یک ریاضیدان آلمانی-هلندی بود. او توانست در سال ۱۶۰۰ میلادی عدد پی را تا ۳۵ رقم بعد از اعشار محاسبه کند.

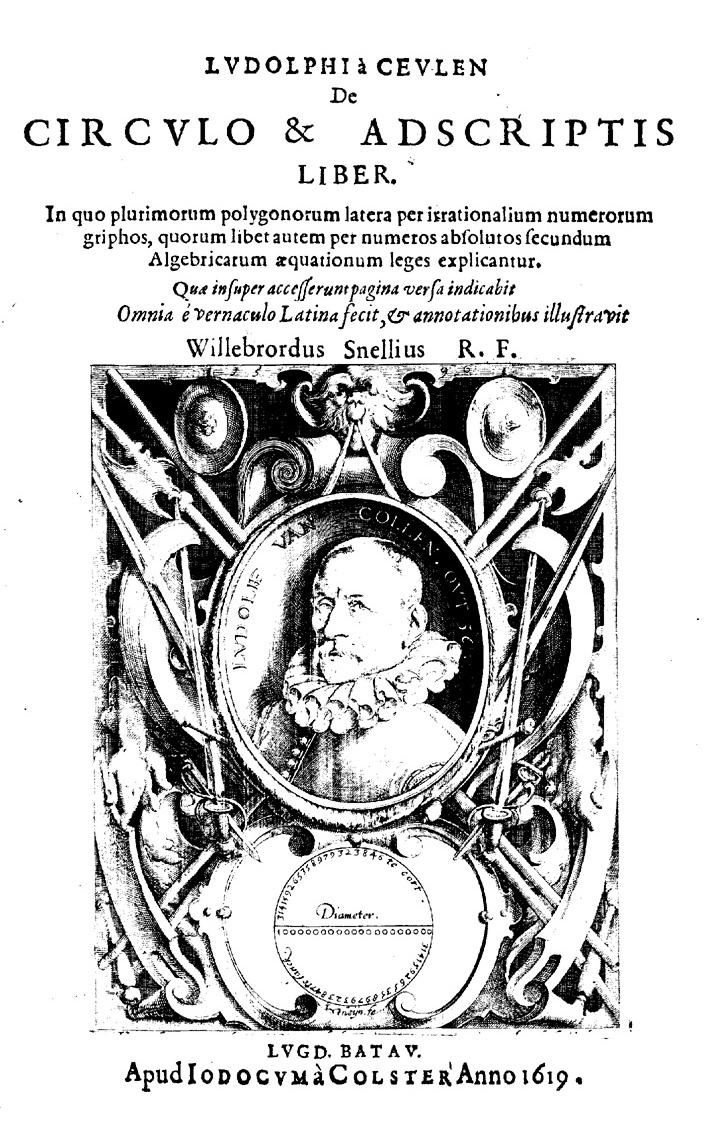
De circulo & adscriptis liber (1619)